# Phyllotreta foudrasi
Phyllotreta foudrasi is een keversoort uit de familie bladkevers (Chrysomelidae). De wetenschappelijke naam van de soort werd in 1873 gepubliceerd door Charles Nicolas François Brisout de Barneville.